# Jugo
Júgo ali širóko (italijansko scirocco) je topel in vlažen veter, ki v Jadranu piha iz smeri vzhod-jugovzhod (ESE) do jug-jugovzhod (SSE). Spremlja ga oblačno vreme, pogosto tudi padavine. Močneje in pogosteje piha v južnem Jadranu, v severnem Jadranu pa navadno piha od marca do junija. Povprečna moč je 4-5 Bf (hitrost 16-20 vz.). Poleti traja do tri dni, pozimi pa tudi do devet dni, s kratkimi prekinitvami celo do tri tedne.
Jugo močno razburka morje, vendar pa so valovi pravilnejše oblike ter pri isti višini daljši od valov, ki jih povzroči burja, zato se manj lomijo. Ni tako nevaren kot burja, ker piha enakomerno in ne nastopa nenadoma, nevihtno moč pa doseže šele tretjega dne. Predznaki juga so tišina in spremenljivi šibki vetrovi, meglica in mračen jugovzhoden del obzorja. Vidnost se zmanšuje, tlak počasi pada, krepijo se zračni tokovi iz jugovzhoda, zlasti v severozahodnem Jadranu višina morja raste. 
Tudi jugo ima anticiklonalno in ciklonalno obliko, pri čemer je slednja precej pogostejša. Anticiklonalni jugo piha zlasti spomladi in jeseni, nebo je jasno, po nekajdnevnem pihanju v severnem Jadranu poraste oblačnost, padavin je zelo malo ali jih sploh ni. Ozračje je zelo mračno. Ciklonalni jugo varira od umirjenega do nevihtno močnega vetra, ki piha včasih tudi sunkovito, spremljajo ga gosta in nizka oblačnost, razburkano morje in plohe. 
Nastane, ko leži nad vzhodnim Sredozemljem območje visokega zračnega pritiska, nad Evropo pa območje nizkega zračnega pritiska. Piha vzdolž celotne Jadranske obale.
Kakšen južnik se bo razvil na Jadranu, je odvisno od poti premikanja, napredovanja, moči in oblike ciklona.